# Дом народных собраний

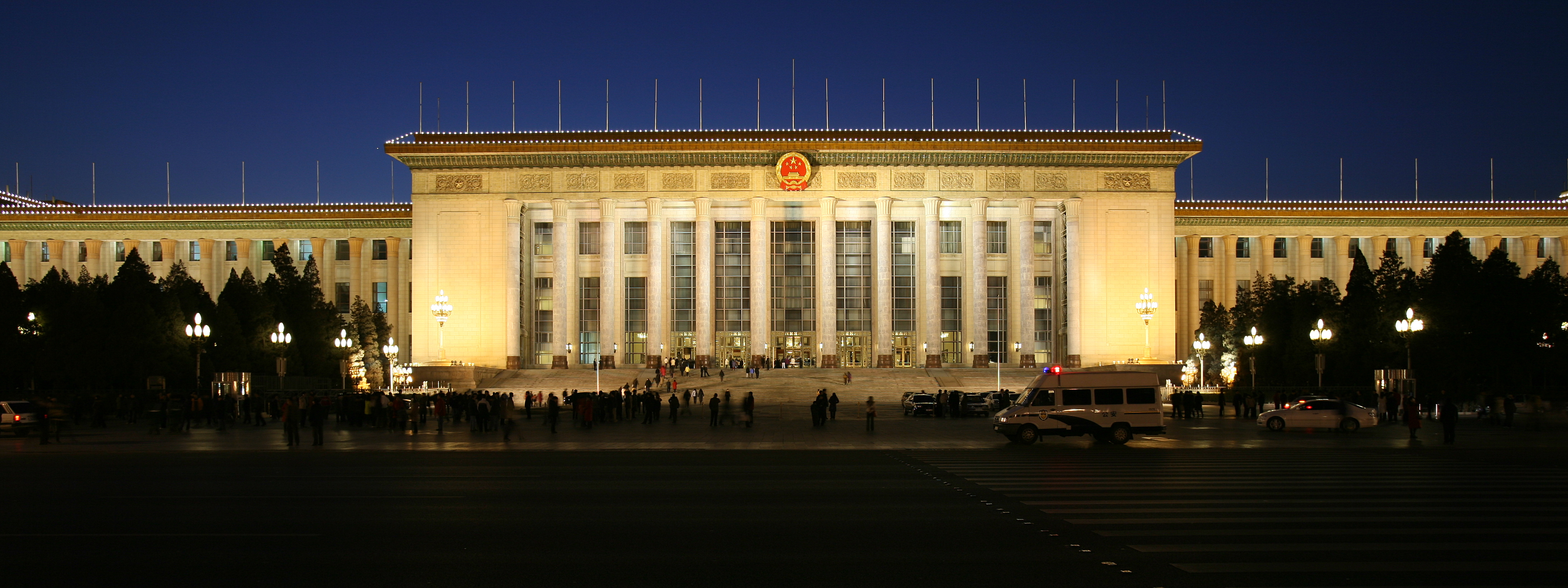
Ночная подсветка

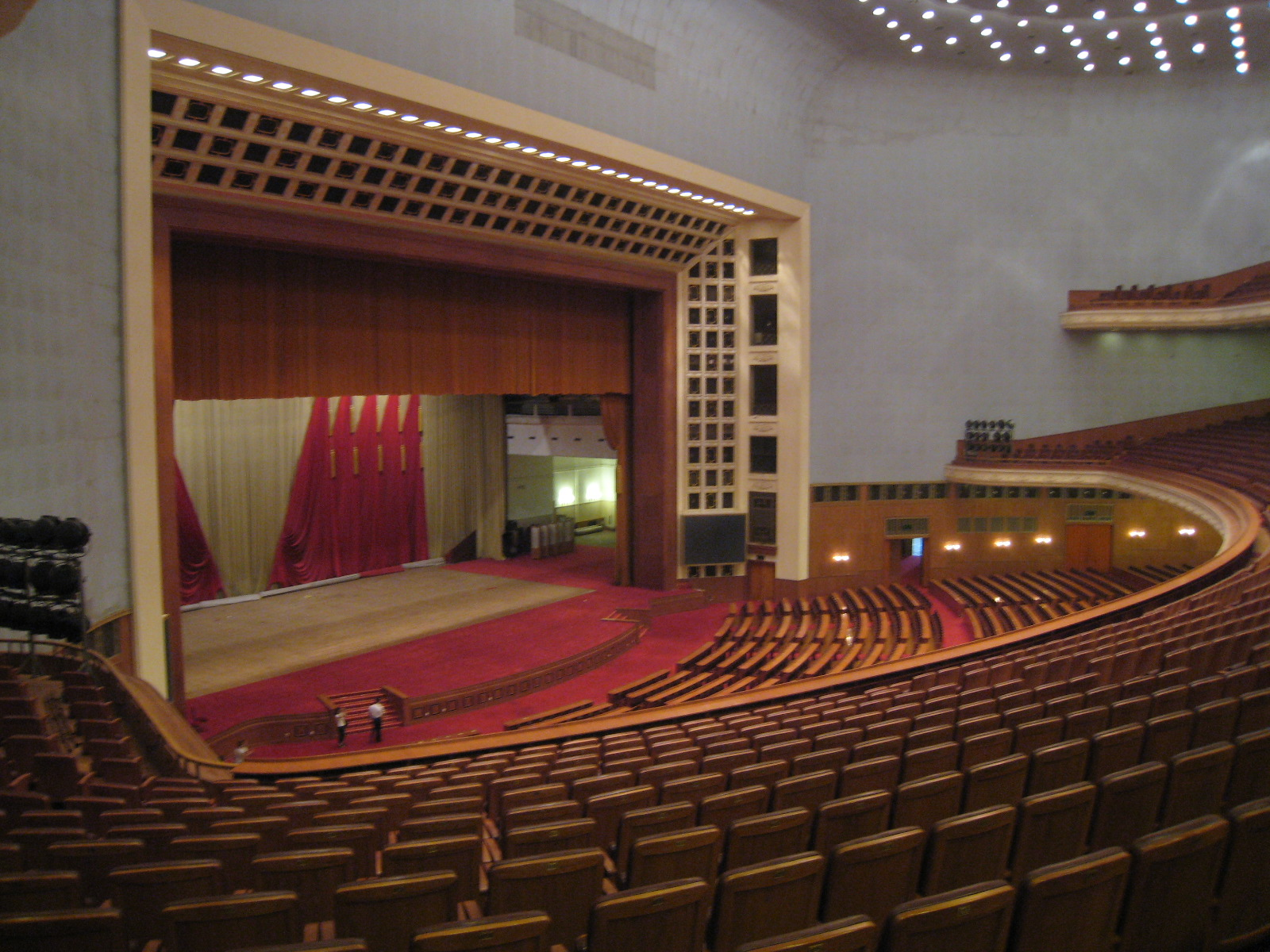
Зал заседаний

Дом народных собраний (кит. трад. 人民大会堂) — здание китайского парламента на западной стороне площади Тяньаньмэнь в Пекине, называемое крупнейшим в мире домом для заседаний. 

## Описание
Здание построено в числе десяти других крупных сооружений (англ.) к десятилетию Китайской Народной Республики. Его размер 336×206 м и площадь 150 000 м².
Постройка здания была начата в октябре 1958 года. Её осуществляли свыше 7000 инженеров и передовых рабочих из 18 регионов Китая. Здание было принято в эксплуатацию в сентябре 1959 года.
Имя зданию 9 сентября 1959 года дал Мао Цзэдун:

Назовем его Домом народных собраний, потому что он принадлежит народу!
Оригинальный текст (кит.)叫“人民大会堂”吧，因为它是属于人民的！

Каждой административной единице Китая в здании посвящён особый зал, убранный в соответствии с местными традициями. Государственный банкетный зал в состоянии принять до 7000 гостей. В здании регулярно заседают Всекитайское собрание народных представителей и Народный политический консультативный совет Китая.